# Neomegastigmus saltensis
Neomegastigmus saltensis är en stekelart som beskrevs av Girault 1915. Neomegastigmus saltensis ingår i släktet Neomegastigmus och familjen gallglanssteklar. Inga underarter finns listade i Catalogue of Life.